# Horní všedobrovický rybník
Horní všedobrovický rybník je vodní plocha typu rybník nacházející se ve vsi Všedobrovice v okrese Praha-východ. Rybník má kruhový charakter. Je napájen potokem, který přitéká od severu. Voda je odváděna potokem tekoucím směrem na západ do Štiřínského rybníka. Hráz se nachází na jihovýchodní straně a je tvořená ulicí Ringhofferova, která je zároveň silnicí II. třídy 107.

## Galerie

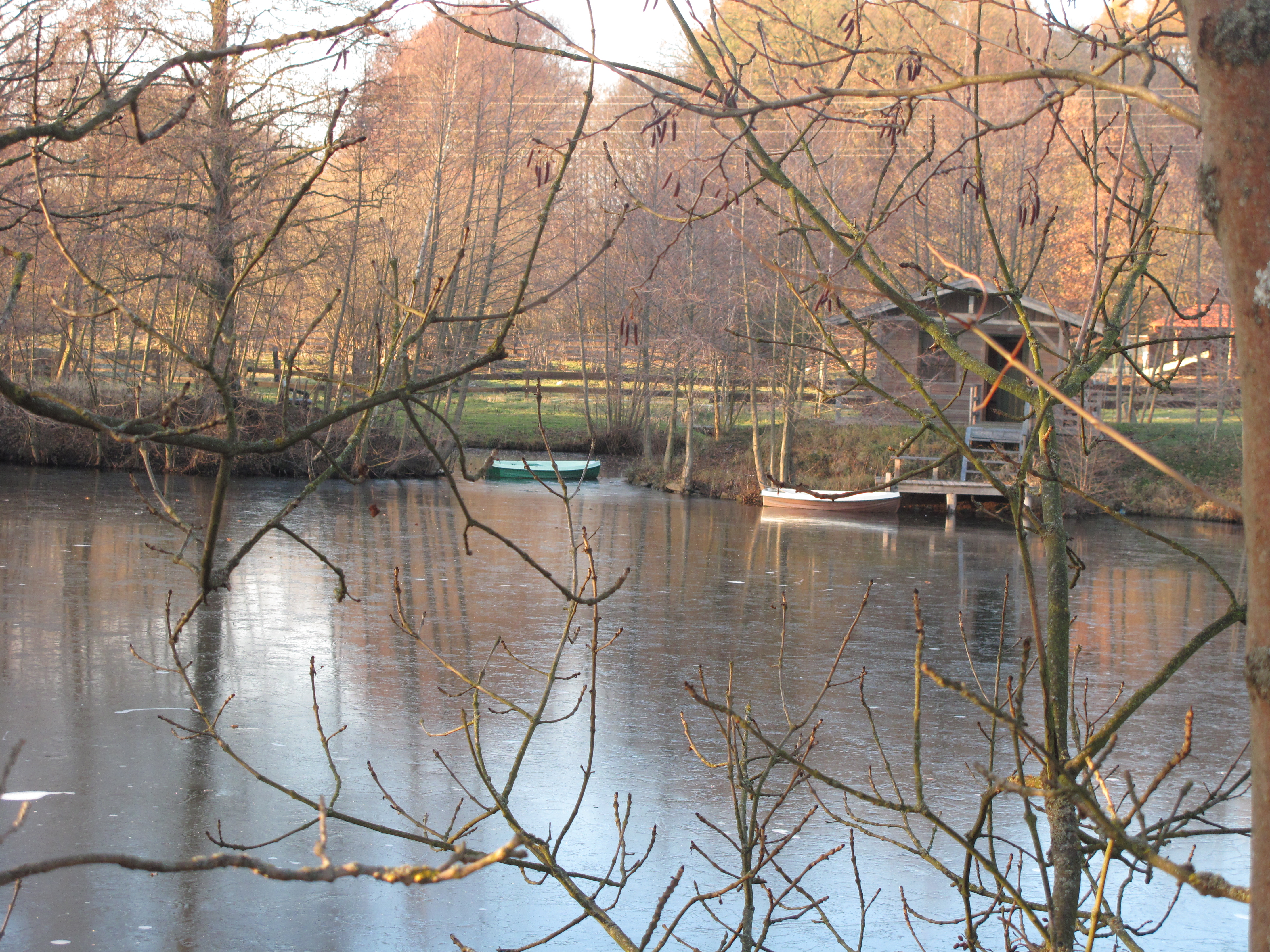
Zamrzlý rybník s loďkami skrz buření (zima 2018)
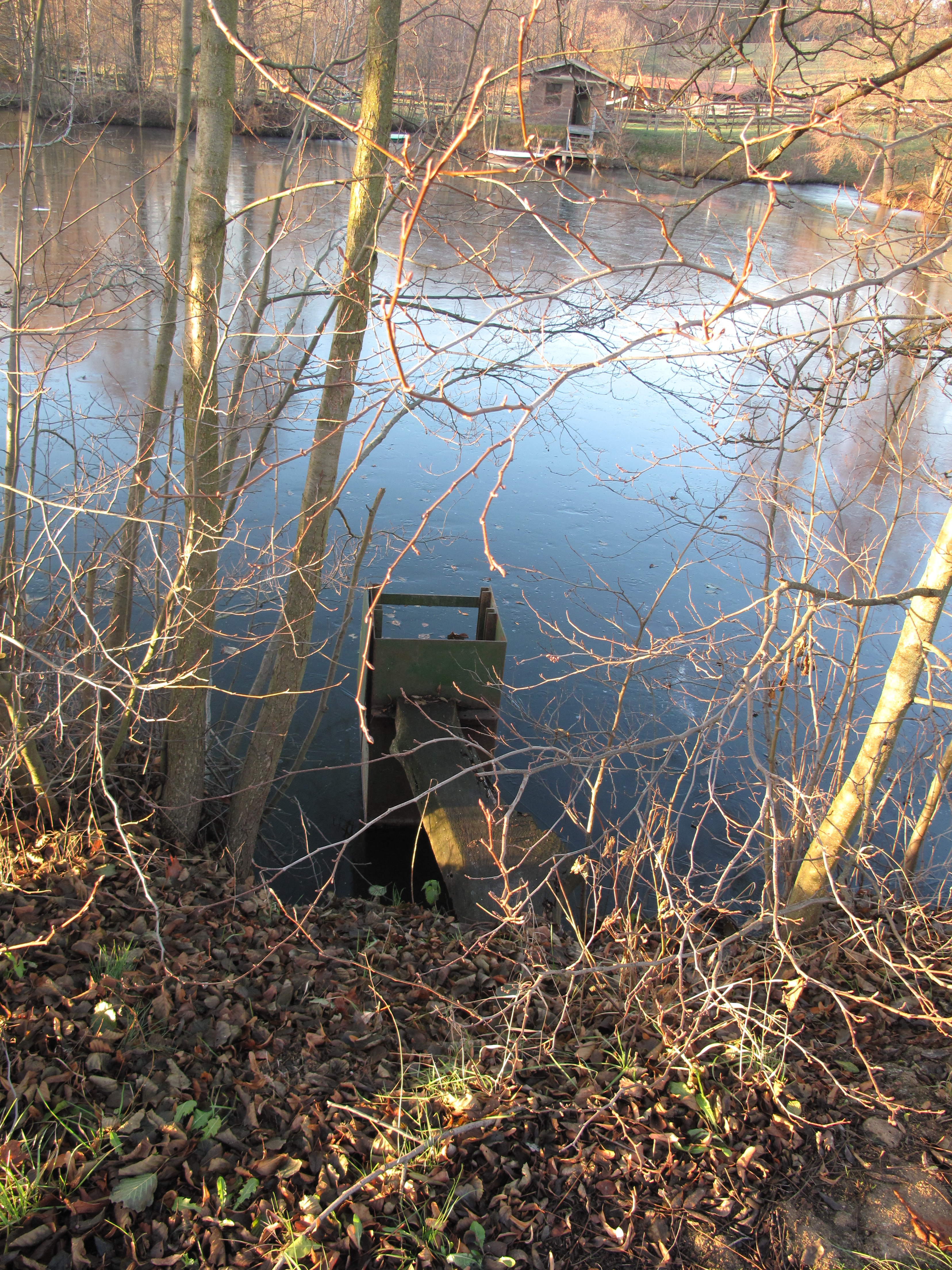
Stavidlo
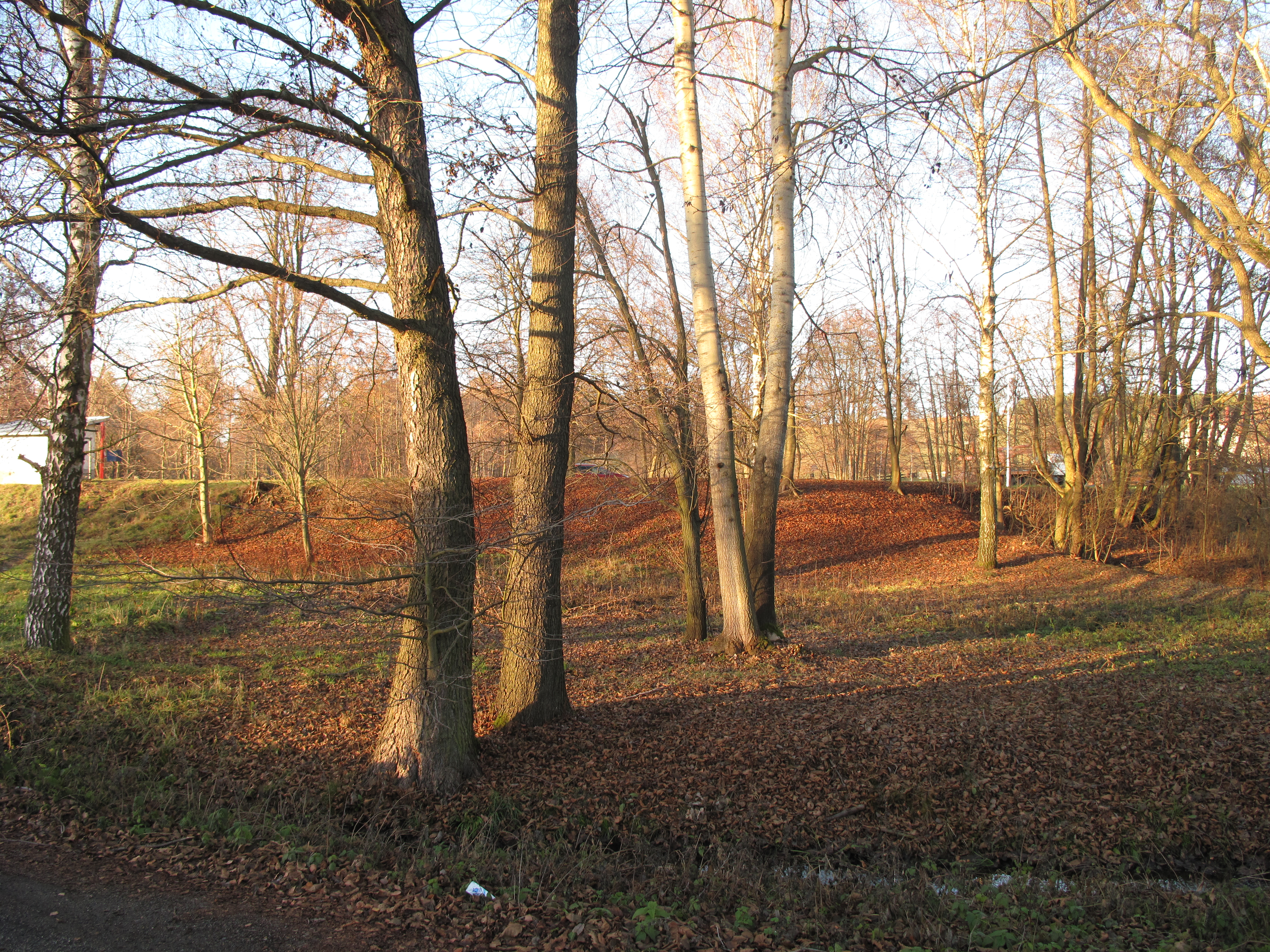
Násyp silnice tvořící hráz